# Glaciar da Grande Motte

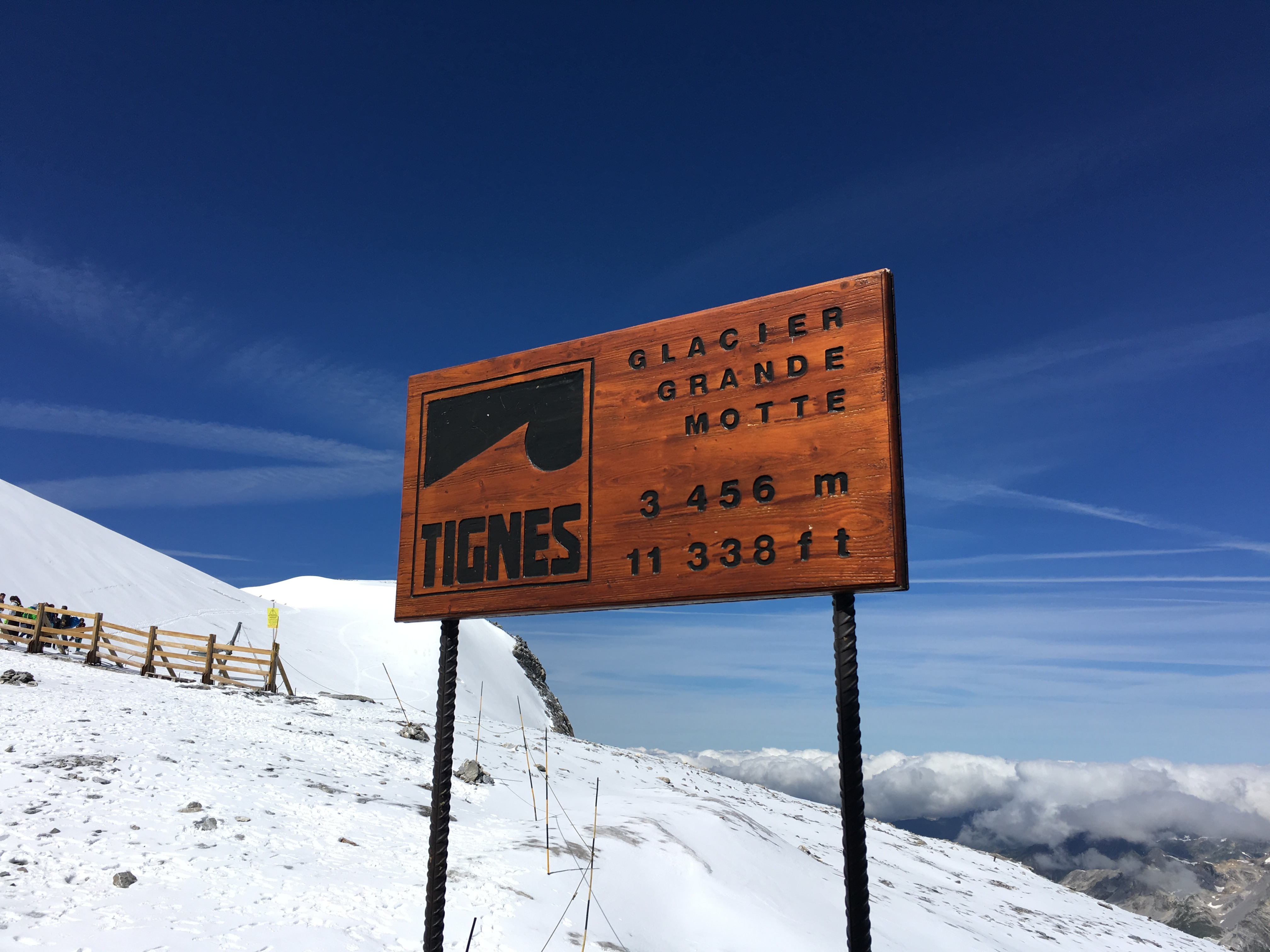
Sinalética que marca o cume de Tignes (agosto de 2016)

O glaciar da Grande Motte ou geleira da Grande Motte é um glaciar situado na face norte do maciço da Grande Motte, a cerca de 2,5 km abaixo do cume, a uma altitude de 2600 m. O glaciar regista um declínio nos últimos anos devido ao aquecimento das temperaturas. 
Várias pistas e elevadores de esqui pertencentes à estância de esqui de Tignes e localizados no glaciar permitem esquiar no inverno, mas também no início do verão, graças às boas condições de gelo. Geralmente, é a primeira estância francesa a abrir algumas pistas de esqui alpino no início do outono  . 
O glaciar é servido pelo funicular Grande Motte, conectando  Tignes-Val (a cerca de 2 159 m acima do nível do mar) ao fim do glaciar, a 3 020 m. Os compressores de neve fornecem acesso rápido ao glaciar no inverno e no verão e também é acessível aos pedestres. 
Para chegar ao topo da estância de esqui de Tignes, localizada a 3456 m de altitude, é possível apanhar o teleférico Grande Motte. 